# Servas
Serves-sur-Rhône és un municipi francès situat al departament de la Droma i a la regió d'Alvèrnia-Roine-Alps. L'any 2007 tenia 642 habitants.

## Demografia

### Població
El 2007 la població de fet de Serves-sur-Rhône era de 642 persones. Hi havia 244 famílies de les quals 42 eren unipersonals (28 homes vivint sols i 14 dones vivint soles), 88 parelles sense fills, 96 parelles amb fills i 18 famílies monoparentals amb fills.
La població ha evolucionat segons el següent gràfic:
Habitants censats

### Habitatges
El 2007 hi havia 278 habitatges, 244 eren l'habitatge principal de la família, 15 eren segones residències i 19 estaven desocupats. 256 eren cases i 19 eren apartaments. Dels 244 habitatges principals, 199 estaven ocupats pels seus propietaris, 41 estaven llogats i ocupats pels llogaters i 4 estaven cedits a títol gratuït; 3 tenien una cambra, 6 en tenien dues, 19 en tenien tres, 62 en tenien quatre i 154 en tenien cinc o més. 184 habitatges disposaven pel capbaix d'una plaça de pàrquing. A 84 habitatges hi havia un automòbil i a 150 n'hi havia dos o més.

### Piràmide de població
La piràmide de població per edats i sexe el 2009 era:
| Homes | Edats   | Dones |
| ----- | ------- | ----- |
| 0     | 95 o +  | 0     |
| 0     | 90 a 94 | 4     |
| 0     | 85 a 89 | 0     |
| 0     | 80 a 84 | 0     |
| 12    | 75 a 79 | 8     |
| 8     | 70 a 74 | 8     |
| 20    | 65 a 69 | 4     |
| 16    | 60 a 64 | 16    |
| 12    | 55 a 59 | 12    |
| 20    | 50 a 54 | 20    |
| 36    | 45 a 49 | 32    |
| 24    | 40 a 44 | 20    |
| 12    | 35 a 39 | 28    |
| 16    | 30 a 34 | 20    |
| 32    | 25 a 29 | 24    |
| 20    | 20 a 24 | 12    |
| 24    | 15 a 19 | 24    |
| 20    | 10 a 14 | 20    |
| 32    | 5 a 9   | 16    |
| 20    | 0 a 4   | 16    |

## Economia
El 2007 la població en edat de treballar era de 433 persones, 327 eren actives i 106 eren inactives. De les 327 persones actives 301 estaven ocupades (155 homes i 146 dones) i 27 estaven aturades (15 homes i 12 dones). De les 106 persones inactives 41 estaven jubilades, 32 estaven estudiant i 33 estaven classificades com a «altres inactius».

### Ingressos
El 2009 a Serves-sur-Rhône hi havia 270 unitats fiscals que integraven 708 persones, la mediana anual d'ingressos fiscals per persona era de 16.722 €.

### Activitats econòmiques
Dels 19 establiments que hi havia el 2007, 1 era d'una empresa de fabricació d'altres productes industrials, 4 d'empreses de construcció, 5 d'empreses de comerç i reparació d'automòbils, 2 d'empreses de transport, 2 d'empreses d'hostatgeria i restauració, 4 d'empreses de serveis i 1 d'una entitat de l'administració pública.
Dels 6 establiments de servei als particulars que hi havia el 2009, 1 era un taller de reparació d'automòbils i de material agrícola, 2 paletes, 1 guixaire pintor, 1 electricista i 1 restaurant.
L'any 2000 a Serves-sur-Rhône hi havia 22 explotacions agrícoles que ocupaven un total de 126 hectàrees.

## Equipaments sanitaris i escolars
El 2009 hi havia una escola maternal integrada dins d'un grup escolar amb les comunes properes formant una escola dispersa.

## Poblacions més properes
El següent diagrama mostra les poblacions més properes.